# مايك غرانت
مايك غرانت هو لاعب هوكي الجليد كندي، ولد في 27 نوفمبر 1873 في مونتريال في كندا، وتوفي بنفس المكان في 19 أغسطس 1955.

## وصلات خارجية
- مايك غرانت على موقع EliteProspects.com (الإنجليزية)
- مايك غرانت على موقع Hockey-Reference.com (الإنجليزية)